# 高林 (少将)
高 林（1918年 – 1999年）は、中国人民解放軍の開国少将。1936年に中国共産党に加入。日中戦争では沙河運動戦や板山伏撃戦に、国共内戦では張家口保衛戦や淮海戦役に参加した。彼は中国人民解放軍高等軍事学院の院務部で副部長および部長を務めた。